# Oligocottus maculosus
Oligocottus maculosus Girard, 1856 è una specie di pesce della famiglia Cottidae, il cui habitat si estende dal mare di Okhotsk alla contea di Los Angeles, in California. Gli individui possono raggiungere una dimensione di 8 cm e di solito sopravvivono nelle pozze di marea.

## Descrizione
L'Oligocottus maculosus può raggiungere una taglia di 8 cm, e ha una testa grande, un corpo affusolato e pinne spinose. Il pesce presenta un'unica spina pre-opercolare e ciuffi di cirri sopra la testa, ma non sul corpo, al di sotto della pinna dorsale, come per l'O. snyderi. Il suo colore varia considerevolmente: spesso è grigio screziato, marrone e bianco, ma può essere rosso o verde, perché gli esemplari possono cambiare rapidamente colore per mimetizzarsi.

## Distribuzione e habitat
O. maculosus si trova nella parte nord-orientale dell'Oceano Pacifico, dal mare di Okhotsk e il mare di Bering, fino a sud alle coste della contea di Los Angeles, in California. Vive a profondità che vanno dalla zona intertidale fino a una profondità di circa 100 metri.
Tollera sia l'acqua salmastra che l'acqua di mare. Tollera anche le acque più calde più facilmente rispetto alle altre specie di Oligocottus, come ad esempio l'O. snyderi.

## Ecologia

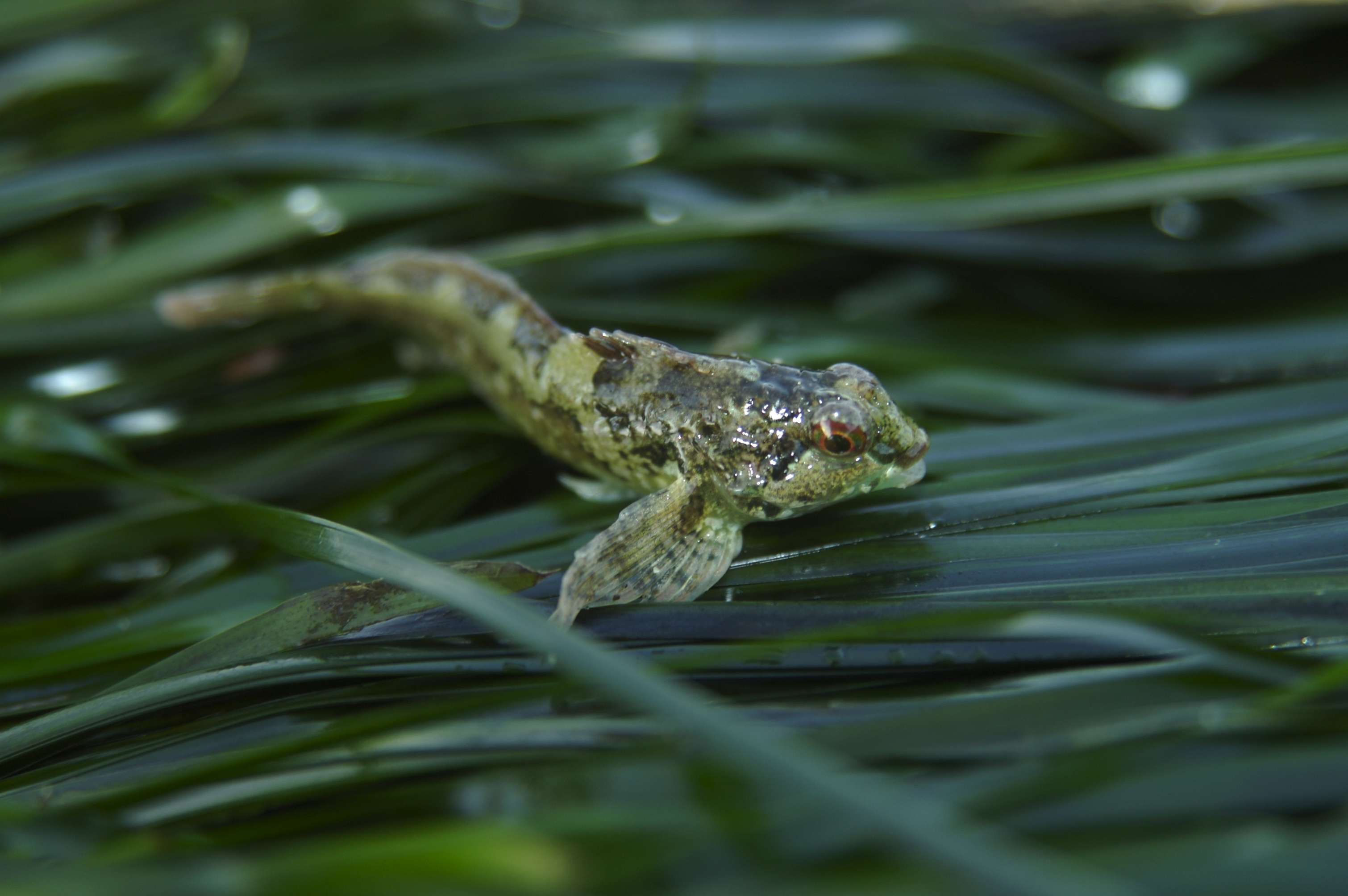
Un Oligocottus maculosus fuori dall'acqua presso Morro Bay.

O. maculosus è un piccolo pesce comune nelle pozze residue della battigia delle coste rocciose, dove lo si può vedere strisciare da un nascondiglio all'altro. Mostra un senso dell'orientamento sviluppato, tornando alla sua pozza abituale ad ogni bassa marea. È stata dimostrata la sua capacità di tornare alla sua pozza abituale da una distanza di 102 m, anche dopo esservi stato lontano sei mesi.
È un predatore che si nutre di piccoli invertebrati come gli isopodi, anfipodi, gasteropodi, vermi policheti e cirripedi, nonché di insetti che cadono in acqua. Anche piccole quantità di alghe fanno parte della sua dieta. A sua volta, O. maculosus è predato da uccelli marini e pesci carnivori durante l'alta marea. Quando il mare è mosso, può risalire la costa e può anche lasciare acqua e respirare aria, scambiando ossigeno e anidride carbonica, quando si nasconde in un luogo umido e quando cerca di sfuggire ai predatori strisciando per raggiungere un nascondiglio meglio protetto.
Questo pesce diventa maturo quando raggiunge una taglia di circa 35 mm. Il maschio ha raggi anali modificati che può utilizzare come clasper durante la fecondazione, ma può anche attaccarsi alla femmina e fertilizzare le uova durante la loro deposizione. Piccoli gruppi di uova vengono deposte a fine inverno, il più delle volte in fessure della roccia o in gusci di cirripedi vuoti. Le larve iniziano la loro vita in mare, sono planctoniche; nelle baie possono formare banchi vicino al fondale. Dopo trenta-sessanta giorni, le larve ritornano nelle pozze residue e si trasformano in giovani pesci. Il loro tasso di crescita dipende dall'affollamento della pozza nella quale crescono .